# 最長隧道列表
最長隧道列表中所包含的隧道类型包括：公路、铁路、地铁、输水、灌溉、水力发电、输电、矿石输送、粒子加速器等。本列表仅列出长度超过12公里的隧道。

## 已完成
| 名称                                | 地点                                         | 长度                  | 类型        | 完成年份     | 备注 |
| ----------------------------------- | -------------------------------------------- | --------------------- | ----------- | ------------ | --- |
| 德拉瓦输水道                        | 美国，纽约州                                 | 137,000（85.13英里）  | 输水        | 1945         | |
| 辽西供水隧洞                        | 中国，辽宁开原－清原                         | 130,980（81.39英里）  | 输水        | 2018         | |
| 派延奈输水隧道                      | 芬兰，南芬兰省                               | 120,000（74.56英里）  | 输水        | 1982         | 横截面：16米2 |
| 大伙房输水工程引水隧道              | 中国，辽宁桓仁－新宾                         | 85,320（53.02英里）   | 输水        | 2009         | 浑江－苏子河；直径8米 |
| 奥兰治河－大鱼河隧道                | 南非，叙尔山                                 | 82,800（51.45英里）   | 灌溉        | 1975         | 南半球最长的连续封闭输水隧道（横截面：22.5米2） |
| 博尔门输水隧道                      | 瑞典，克鲁努贝里省－斯科讷省                 | 82,000（50.95英里）   | 输水        | 1987         | 横截面：8米2 |
| 北塞浦路斯供水项目                  | 土耳其－ 北賽普勒斯                          | 80,000（49.71英里）   | 输水        | 2014         | 世界上第一条，也是最长的海底供水管线。 |
| 苏州轨道交通3号线-11号线            | 中国，江苏苏州                               | 86,542（53.77英里）   | 地铁        | 2023         | 2023年末，苏州轨道交通11号线和3号线在唯亭站贯通运营。 世界最长的地铁隧道                                                                                      |
| 广州地铁3号线                       | 中国，广东广州                               | 74,890（46.53英里）   | 地铁        | 2005 - 2024  | 机场北/天河客运站－体育西路－海傍 |
| 成都地铁6号线                       | 中国，四川成都                               | 68,760（42.73英里）   | 地铁        | 2020         | 世界最长的（单线）地铁隧道 |
| 东区排水隧道                        | 墨西哥，墨西哥城                             | 62,500（38.84英里）   | 污水处理    | 2014         | [ 2 ] [ 3 ] |
| 聖哥達基線隧道                      | 瑞士，利旁廷阿爾卑斯山                       | 57,104（35.48英里）   | 铁路        | 2016         | 世界最长的铁路隧道、最长的標準軌鐵路隧道，雙洞單線；東線：57,104米（2010年10月15日貫通），西線：57,017米（2011年3月23日貫通）；瑞士“阿爾卑斯樞紐”計劃的一部分 |
| 北京地铁10号线                      | 中国，北京                                   | 57,100（35.48英里）   | 地铁        | 2008 - 2013  | 世界第二长的地铁环线隧道 |
| 青函隧道                            | 日本，北海道新干线，青森－函馆               | 53,850（33.46英里）   | 铁路        | 1988         | 世界最长的三線軌鐵路隧道、最长的海底隧道（横截面：74米2），穿越津轻海峡                                                                                       |
| 栗岘隧道                            | ，首都圈高速线，首尔－平泽                   | 50,300（31.25英里）   | 铁路        | 2016         | 水西站－芝制站，2015年6月24日贯通 |
| 热列夫卡输水隧道                    | 捷克，中波希米亚州                           | 51,075（31.74英里）   | 输水        | 1972         | 横截面：5米2 |
| 英法海底隧道                        | 英国－ 法國，英吉利海峡                      | 50,450（31.35英里）   | 铁路        | 1994         | 世界水下部分最长的海底隧道、最长的国际隧道（横截面：2×45米2 + 1×18米2）                                                                                       |
| 首尔地铁5号线                       | ，首尔                                       | 47,600（29.58英里）   | 地铁        | 1995         | 傍花站－马川站 |
| 莱索托高地调水工程输水隧道          | 賴索托                                       | 45,000（27.96英里）   | 输水        | 1997         | 卡齐坝－姆埃拉坝 |
| 彭亨－雪兰莪原水隧道                | 马来西亚，彭亨加叻－雪兰莪乌鲁冷岳           | 44,600（27.71英里）   | 输水        | 2014         | 东南亚最长的隧道，穿越蒂迪旺沙山脉，直径5.23米，最大埋深1,246米，2014年2月19日贯通。                                                                          |
| 引黄入晋工程北干线一号隧洞          | 中国，山西朔州平鲁                           | 43,670（27.14英里）   | 输水        | 2011         | 2010年11月11日贯通 |
| 引黄入晋工程南干线七号隧洞          | 中国，山西神池－宁武                         | 43,500（27.03英里）   | 输水        | 2002         | 2001年4月18日贯通 |
| 南京地铁3号线                       | 中国，江苏南京                               | 41,567（25.83英里）   | 地铁        | 2010 - 2015  | 星火路站－秣周东路站 |
| 莫斯科地铁谢尔普霍夫-季米里亚泽夫线 | 俄羅斯，莫斯科                               | 41,500（25.79英里）   | 地铁        | 1983 - 2002  | 阿尔图菲耶沃站－德米特里·顿斯科伊林荫路站 |
| 马德里地铁12号线南支线              | 西班牙，马德里                               | 40,960（25.45英里）   | 地铁        | 1999 - 2003  | 环形线路 |
| 都营地铁大江户线                    | 日本，东京                                   | 40,700（25.29英里）   | 地铁        | 1991 - 2000  | 都厅前站－汐留站－光丘站 |
| 上海地铁7号线                       | 中国，上海                                   | 40,200（24.98英里）   | 地铁        | 2009 - 2011  | 潘广路站－花木路站 |
| 卡拉努卡尔水电站引水隧道            | 冰島，东部区                                 | 39,700（24.67英里）   | 水力发电    | 2003 - 2007  | 直径7.2 - 7.6米，总长72千米隧道群的一部分 |
| 魁宾输水道                          | 美国，马萨诸塞州                             | 39,600（24.61英里）   | 输水        | 1897 - 1905  | |
| 西安地铁3号线                       | 中国，西安                                   | 39,000（24.23英里）   | 地铁        | 2016         | 鱼化寨站－保税区站 |
| 莫斯科地铁卡卢加-里加线             | 俄羅斯，莫斯科                               | 37,600（23.36英里）   | 地铁        | 1958 - 1990  | 梅德韋德科沃站－新亞先涅沃站 |
| 深圳地铁1号线                       | 中国，广东深圳                               | 37,479（23.29英里）   | 地铁        | 2009 - 2011  | 罗湖站－固戍站 |
| 莱索托高地调水工程配水隧道          | 賴索托－ 南非                                | 37,000（22.99英里）   | 输水        | 1998         | 内径4.5米；分为南段和北段，南段：15千米，姆埃拉坝－莱索托/南非边境；北段：22千米，莱索托/南非边境－阿什河                                                     |
| 深圳地铁2号线                       | 中国，广东深圳                               | 36,164（22.47英里）   | 地铁        | 2010 - 2011  | 赤湾站－新秀站 |
| 牛栏江－滇池补水工程大五山隧洞      | 中国，云南昆明                               | 36,036（22.39英里）   | 输水        | 2013         | [ 15 ] |
| 上海地铁10号线                      | 中国，上海                                   | 36,000（22.37英里）   | 地铁        | 2010         | 虹桥火车站站/航中路站－新江湾城站 |
| 新加坡地铁环线                      | 新加坡                                       | 35,700（22.18英里）   | 地铁        | 2009 - 2011  | 多美歌站－港湾站 |
| 首尔地铁6号线                       | ，首尔                                       | 35,100（21.81英里）   | 地铁        | 2000 - 2001  | 鹰岩站－烽火山站 |
| 勒奇山基线隧道                      | 瑞士，伯尔尼兹阿尔卑斯山                     | 34,577（21.49英里）   | 铁路        | 2007         | 世界最长的山底隧道，其中22千米为单线铁路，其余为双线铁路 |
| 泰恩－蒂斯隧道                      | 英国，达勒姆郡弗罗斯特利－埃格尔斯顿         | 34,000（21.13英里）   | 输水        | 1983         | 诺森伯兰供水隧道 |
| 马德里地铁7号线                     | 西班牙，马德里                               | 32,919（20.45英里）   | 地铁        | 1974 - 2007  | 埃纳雷斯医院站 - 皮提斯站 |
| 新关角隧道                          | 中国，青藏铁路西格复线，青海天峻－乌兰       | 32,645（20.28英里）   | 铁路        | 2014         | 中國最長的鐵路隧道、世界最長的高原鐵路隧道；双洞单线；海拔高度：3,323.58－3,380.97米 ；2014年4月貫通。                                                        |
| 莱索托高地调水工程互通隧道          | 賴索托                                       | 32,000（19.88英里）   | 输水        | 2004         | 莫哈莱坝－卡齐坝 |
| 广州地铁2号线                       | 中国，广东广州                               | 32,000（19.88英里）   | 地铁        | 2010         | 广州南站－嘉禾望岗站 |
| 柏林地铁U7线                        | 德国，柏林                                   | 31,760（19.73英里）   | 地铁        | 1924 - 1984  | 施班道市政厅站－鲁道站 |
| 台北捷运中和新蘆線                  | 中華民國，台北－新北                         | 31,500（19.57英里）   | 地铁        | 1998 - 2013  | 芦洲站/迴龍站－大桥头站－南势角站 |
| 北京地铁4号线－大兴线               | 中国，北京                                   | 30,950（19.23英里）   | 地铁        | 2009 - 2010  | 安河桥北站－公益西桥站－新宫站 |
| 蒙特利尔地铁2号线                   | 加拿大，蒙特利尔                             | 30,798（19.14英里）   | 地铁        | 1966 - 2007  | 禾度岭站－蒙莫伦斯站 |
| 上海地铁2号线                       | 中国，上海                                   | 30,187（18.76英里）   | 地铁        | 2000         | 徐泾东站－龙阳路站 |
| 圣彼得堡地铁莫斯科-彼得格勒线       | 俄羅斯，圣彼得堡                             | 30,100（18.70英里）   | 地铁        | 1961 - 2006  | 帕尔纳斯站 - 库普辛诺站 |
| 广州地铁5号线                       | 中国，广东广州                               | 29,900（18.58英里）   | 地铁        | 2009         | 坦尾站东－文冲站 |
| 南京地铁4号线                       | 中国，江苏南京                               | 29,805（18.52英里）   | 地铁        | 2011 - 2017  | 龙江站－西岗桦墅站 |
| 上海地铁8号线                       | 中国，上海                                   | 29,650（18.42英里）   | 地铁        | 2007 - 2009  | 市光路站－芦恒路站 |
| 阿尔帕－塞凡2号隧道                 | 亞美尼亞                                     | 29,600（18.39英里）   | 输水        | 1981         | 阿尔帕河－塞凡湖 |
| 圣彼得堡地铁基洛夫-维堡线           | 俄羅斯，圣彼得堡                             | 29,600（18.39英里）   | 地铁        | 1955 - 1978  | 老将大道站 - 杰维亚特金诺站 |
| 埃维诺斯－莫尔诺斯隧道              | 希腊，埃托洛阿卡纳尼亚专区                   | 29,357（18.24英里）   | 输水        | 1992-1995    | [ 20 ] |
| 赫尔特曼输水道                      | 美国，马萨诸塞州                             | 28,640（17.80英里）   | 输水        | 1939         | 直径：11.5—14英尺（3.5—4.3） |
| 尼鲁姆－杰勒姆水电站引水隧道        | 巴基斯坦，穆扎法拉巴德县                     | 28,550（17.74英里）   | 水力发电    | 2018         | [ 22 ] |
| 北京地铁1号线                       | 中国，北京                                   | 28,530（17.73英里）   | 地铁        | 1971 - 2000  | 苹果园站－大望路站 |
| 瓜达拉马隧道                        | 西班牙，马德里－巴利亚多利德高速铁路         | 28,418（17.66英里）   | 铁路        | 2007         | 穿越瓜达拉马山脉，双洞单线；东线：28,418米，西线：28,407米 |
| 都市西供水隧道                      | 美国，马萨诸塞州                             | 28,300（17.58英里）   | 输水        | 1996 - 2003  | 直径：14英尺（4.3） |
| 西秦岭隧道                          | 中国，兰渝铁路，甘肃文县                     | 28,238（17.55英里）   | 铁路        | 2016         | 穿越秦岭；双洞单线 |
| 台北捷運板南線                      | 中華民國，台北－新北                         | 28,200（17.52英里）   | 地鐵        | 1999 - 2015  | 頂埔站－南港展覽館站 |
| 武汉轨道交通2号线                   | 中国，湖北武汉                               | 27,985（17.39英里）   | 地鐵        | 2006 - 2012  | 金银潭站－光谷广场站，目前仅完成一期工程 |
| 太行山隧道                          | 中国，石太客运专线                           | 27,848（17.30英里）   | 铁路        | 2007         | 穿越太行山，双洞单线；左线：27,839米，右线：27,848米 |
| 伦敦地铁北线                        | 英国，伦敦                                   | 27,800（17.27英里）   | 地铁        | 1890 - 1940  | 莫顿站－东芬奇利站 |
| 沈阳地铁1号线                       | 中国，辽宁沈阳                               | 27,800（17.27英里）   | 地铁        | 2010         | 十三号街站－黎明广场站 |
| 牛栏江－滇池补水工程大公山隧洞      | 中国，云南寻甸                               | 27,229（16.92英里）   | 输水        | 2013         | [ 15 ] |
| 大阪市高速电气轨道谷町线            | 日本，大阪                                   | 27,100（16.84英里）   | 地铁        | 1967 - 1983  | 大日站－长原站 |
| 曼谷地铁蓝线                        | 泰國，曼谷                                   | 27,000（16.78英里）   | 地铁        | 2004         | |
| 马兰奇供水隧道                      | 尼泊尔，马兰奇－加德满都                     | 26,670（16.57英里）   | 输水        | 2018         | [ 26 ] |
| 大型正负电子对撞机隧道              | 瑞士－ 法國                                  | 26,659（16.57英里）   | 粒子加速器  | 1989         | 横截面：11.3 - 15.9米2，环形隧道；现已用于大型强子对撞机，隶属欧洲核子研究组织                                                                                |
| 伊斯坦布尔地铁M4线                  | 土耳其，伊斯坦布尔                           | 26,500（16.47英里）   | 地铁        | 2012         | |
| 八甲田隧道                          | 日本，东北新干线                             | 26,455（16.44英里）   | 铁路        | 2010         | 穿越八甲田山，横截面：64 - 74米2 |
| 名古屋市营地下铁名城线              | 日本，名古屋                                 | 26,400（16.40英里）   | 地铁        | 1965 - 2004  | 环线，金山站－名古屋巨蛋前矢田站－金山站 |
| 尚勒乌尔法灌溉隧道                  | 土耳其，尚勒乌尔法省                         | 26,400（16.40英里）   | 灌溉        | 2005         | |
| 上海地铁9号线                       | 中国，上海                                   | 26,263（16.32英里）   | 地铁        | 2007 - 2010  | 杨高中路站－九亭站 |
| 吉格吉贝二号水电站引水隧道          | 衣索比亞，奥罗米亚州－南方各族州             | 26,000（16.16英里）   | 水力发电    | 2005 - 2009  | 吉格吉贝河－奥莫河 |
| 引黄入晋工程南干线五号隧洞          | 中国，山西                                   | 26,000（16.16英里）   | 输水        | 2002         | [ 27 ] |
| 岩手一户隧道                        | 日本，东北新干线                             | 25,810（16.04英里）   | 铁路        | 2002         | 穿越奧羽山脈 |
| 萨德伯里输水道                      | 美国，马萨诸塞州                             | 25,750（16.00英里）   | 输水        | 1878         | 现仅作为应急备用 |
| 苏州轨道交通1号线                   | 中国，江苏苏州                               | 25,739（15.99英里）   | 地铁        | 2007－2011   | 木渎站－钟南街站；其中金鸡湖隧道是中国最长的湖底地铁隧道 |
| 西安地铁1号线                       | 中国，陕西西安                               | 25,400（15.78英里）   | 地铁        | 2013         | 后卫寨站－纺织城站 |
| 深圳地铁9号线                       | 中国，广东深圳                               | 25,380（15.77英里）   | 地铁        | 2016         | 红树湾站－文锦站 |
| 科卡科多－辛克雷水电站引水隧洞      | ，纳波省－苏昆比奥斯省                       | 24,823（15.42英里）   | 水力发电    | 2015         | [ 30 ] |
| 莫斯科地铁柳布林诺-德米特罗夫线     | 俄羅斯，莫斯科                               | 24,700（15.35英里）   | 地铁        | 1995 - 2010  | 玛利亚灌林站－贾布利科沃站 |
| 东京地铁有乐町线                    | 日本，东京                                   | 24,600（15.29英里）   | 地铁        | 1974 - 1988  | 地下铁成增－辰巳 |
| 洛达尔隧道                          | 挪威，洛达尔－艾于蘭                         | 24,510（15.23英里）   | 公路        | 2000         | 世界最长的公路隧道 |
| 慕尼黑地铁U2线                      | 德国，慕尼黑                                 | 24,400（15.16英里）   | 地铁        | 1972 - 2009  | 费尔德莫兴站－博览城东站 |
| 引大济湟总干渠达坂山隧洞            | 中国，青海门源－大通                         | 24,166（15.02英里）   | 输水        | 2015         | 石头峡水利枢纽－黑泉水库；直径5米 |
| 德里地铁黄线                        | 印度，德里                                   | 24,000（14.91英里）   | 地铁        | 2004 - 2010  | 古鲁·泰格·巴哈德·纳加尔站－顾特卜塔站；印度最长的隧道 |
| 成都地铁1号线                       | 中国，四川成都                               | 23,900（14.85英里）   | 地铁        | 2010         | 升仙湖站－世纪城站 |
| 马德里地铁1号线                     | 西班牙，马德里                               | 23,876（14.84英里）   | 地铁        | 1919 - 2007  | 巴尔德卡罗斯站 - 皮纳·查马丁站 |
| 莱因泽－维也纳森林隧道              | 奥地利，维也纳                               | 23,844（14.82英里）   | 铁路        | 2012         | 维也纳－圣帕尔滕，2007年9月3日贯通 |
| 南吕梁山隧道                        | 中国，瓦日铁路，山西蒲县－尧都/洪洞          | 23,470（14.58英里）   | 铁路        | 2014         | 穿越吕梁山，双洞单线；左线：23,440米（2013年6月18日贯通），右线：23,470米（2013年6月29日贯通）                                                                |
| 雪山工程尤坎本－斯诺伊隧道          | ，新南威尔士州                               | 23,500（14.60英里）   | 输水        | 1965         | 尤坎本湖－艾兰本德蓄水池 |
| 马德里地铁6号线                     | 西班牙，马德里                               | 23,472（14.58英里）   | 地铁        | 1979 - 2007  | 环线 |
| 首尔地铁9号线                       | ，首尔                                       | 23,400（14.54英里）   | 地铁        | 2009         | 金浦机场站－新论岘站 |
| 蒙特利尔地铁1号线                   | 加拿大，蒙特利尔                             | 23,262（14.45英里）   | 地铁        | 1966 - 2007  | 安基翁站－安诺利·波格朗站 |
| 台北铁路地下化隧道                  | 中華民國，台铁纵贯线，台北                   | 23,108（14.36英里）   | 铁路        | 1983 - 2008  | 汐科站－浮洲站 |
| 北京地铁2号线                       | 中国，北京                                   | 23,100（14.35英里）   | 地铁        | 1969 - 1987  | 环线，西直门站－北京站－西直门站 |
| 华沙地铁1号线                       | 波蘭，华沙                                   | 23,100（14.35英里）   | 地铁        | 1983 - 2008  | 卡巴特站 - 姆沃奇内站 |
| 纽约地铁独立地铁系统第八大道线      | 美国，纽约                                   | 23,000（14.29英里）   | 地铁        | 1932 - 1933  | 因伍德－207号大街站－高街－布鲁克林桥站 |
| 新马水电站引水隧洞                  | 中国，四川德昌                               | 22,975（14.28英里）   | 水力发电    | 2009         | 直径8.6米 |
| 中天山隧道                          | 中国，南疆铁路吐库二线，新疆托克逊－和硕     | 22,467（13.96英里）   | 铁路        | 2014         | 穿越天山；双洞单线；左线：22,449米，右线：22,467米（2013年9月16日贯通）                                                                                       |
| 吉牛水电站引水隧洞                  | 中国，四川丹巴                               | 22,377（13.90英里）   | 水力发电    | 2013         | [ 37 ] |
| 饭山隧道                            | 日本，北陆新干线，长野县                     | 22,225（13.81英里）   | 铁路        | 2015         | 长野站－金泽站，2007年12月3日贯通 |
| 大清水隧道                          | 日本，上越新干线                             | 22,221（13.81英里）   | 铁路        | 1982         | 穿越谷川岳 |
| 雪山工程尤坎本－蒂默特隧道          | ，新南威尔士州                               | 22,200（13.79英里）   | 输水        | 1959         | 尤坎本湖－蒂默特·旁德水库 |
| 青云山隧道                          | 中国，永莆铁路，福建永泰－莆田               | 22,175（13.78英里）   | 铁路        | 2013         | 穿越戴云山；双洞单线；左线：22,175米，右线：21,837米 |
| 塔拉水电站引水隧道                  | 不丹，楚卡宗                                 | 22,000（13.67英里）   | 水力发电    | 2006         | [ 39 ] |
| 大关岭隧道                          | ，京江线，平昌 - 江陵                        | 21,755（13.52英里）   | 铁路        | 2017         | |
| 上通坝水电站引水隧洞                | 中国，四川理塘－木里                         | 21,746.3（13.51英里） | 水力发电    | 2014         | [ 40 ] [ 41 ] |
| 沃罗坦－阿尔帕隧道                  | 亞美尼亞                                     | 21,652（13.45英里）   | 输水        | 2004         | 沃羅坦河－阿尔帕河 |
| 燕山隧道                            | 中国，张唐铁路，河北赤城－宣化               | 21,154（13.14英里）   | 铁路        | 2015         | 穿越燕山；单洞双线 |
| 都营地铁三田线                      | 日本，东京                                   | 21,100（13.11英里）   | 地铁        | 1968 - 2000  | 目黑站－志村坂上站 |
| 伦敦地铁维多利亚线                  | 英国，伦敦                                   | 21,000（13.05英里）   | 地铁        | 1968 - 1971  | 沃森斯托中心站－布里克斯顿站 |
| UNK质子加速器                       | 俄羅斯，普罗特维诺                           | 21,000（13.05英里）   | 粒子加速器  | 1994（贯通） | 环形主隧道完成后已停止建设，前景不明。 |
| 基辅地铁奥博隆-特列姆基线           | 乌克兰，基辅                                 | 20,950（13.02英里）   | 地铁        | 1976 - 2013  | 第聂伯英雄站－泰雷姆基站 |
| 广佛地铁                            | 中国，广东广州－佛山                         | 20,900（12.99英里）   | 地铁        | 2010         | 魁奇路站－西朗站 |
| 吕梁山隧道                          | 中国，太中银铁路                             | 20,785（12.92英里）   | 铁路        | 2011         | 穿越吕梁山，双洞单线；左线：20,785米，右线：20,738米 |
| 上海地铁4号线                       | 中国，上海                                   | 20,740（12.89英里）   | 地铁        | 2005－2007   | 海伦路站－蓝村路站－大木桥路站－宜山路站 |
| 巴塞罗那地铁1号线                   | 西班牙，巴塞罗那                             | 20,700（12.86英里）   | 地铁        | 1926 - 1992  | 贝尔维治医院站－方多站 |
| 西安地铁2号线                       | 中国，陕西西安                               | 20,500（12.74英里）   | 地铁        | 2011-2014    | 西安北站－会展中心站－韦曲南站 |
| 南京地铁2号线                       | 中国，江苏南京                               | 20,380（12.66英里）   | 地铁        | 2010         | 雨润大街站－马群站西 |
| 上海地铁6号线                       | 中国，上海                                   | 20,336（12.64英里）   | 地铁        | 2007         | 博兴路站－东方体育中心站 |
| 金井隧道                            | ，京釜高速铁路                               | 20,323（12.63英里）   | 铁路        | 2010         | |
| 引红济石工程青峰峡隧洞              | 中国，陕西太白                               | 20,180（12.54英里）   | 输水        | 2017         | 红岩河－石头河；直径3米 |
| 札幌市营地下铁东西线                | 日本，札幌                                   | 20,100（12.49英里）   | 地铁        | 1976 - 1999  | 宫之泽站－新札幌站 |
| 乌鞘岭隧道                          | 中国，兰新铁路复线                           | 20,060（12.46英里）   | 铁路        | 2006         | 穿越乌鞘岭，双洞单线；左线：20,060米，右线：20,050米 |
| 马德里地铁5号线                     | 西班牙，马德里                               | 20,005（12.43英里）   | 地铁        | 1968 - 2006  | 阿拉梅达-德-奥苏纳站－恩帕尔梅站 |
| 伦敦国家电缆网隧道                  | 英国，伦敦                                   | 20,000（12.43英里）   | 输电        | 2005         | 埃尔斯特里－圣约翰伍德；直径3米，400千伏电缆隧道 |
| 辛普朗隧道                          | 瑞士－ 義大利，利旁廷阿尔卑斯山脉            | 19,824（12.32英里）   | 铁路        | 1922 / 1906  | 双洞单线；Ⅱ号：19,824米 / Ⅰ号：19,803米 |
| 巴黎地铁9号线                       | 法國，巴黎                                   | 19,600（12.18英里）   | 地铁        | 1922 - 1937  | 塞夫尔桥站－蒙特勒伊镇站 |
| 旧金山湾区捷运系统                  | 美国，旧金山                                 | 19,500（12.12英里）   | 地铁        | 1973         | 巴波亚公园站－西奥克兰站 |
| 莫斯科地铁环状线                    | 俄羅斯，莫斯科                               | 19,400（12.05英里）   | 地铁        | 1950 - 1954  | 文化公园站－庫爾斯克站－白俄羅斯站－文化公园站 |
| 慕尼黑地铁U3线                      | 德国，慕尼黑                                 | 19,400（12.05英里）   | 地铁        | 1972 - 2009  | |
| 福堂水电站引水隧洞                  | 中国，四川汶川                               | 19,319（12.00英里）   | 水力发电    | 2003         | [ 47 ] |
| 新加坡地铁东北线                    | 新加坡                                       | 19,200（11.93英里）   | 地铁        | 2003－2011   | 港湾站－榜鹅站 |
| 卡姆奇克隧道                        | ，安格连－帕普铁路                           | 19,200（11.93英里）   | 铁路        | 2016         | 2016年2月27日贯通 |
| 苏州轨道交通2号线                   | 中国，江苏苏州                               | 19,146（11.90英里）   | 地铁        | 2009－2012   | 陆慕站－宝带桥南站 |
| 木寨岭隧道                          | 中国，兰渝铁路，甘肃漳县－岷县               | 19,115（11.88英里）   | 铁路        | 2016         | 双洞单线；左线：19,095米，右线：19,115米 |
| 大阪市高速电气轨道御堂筋线          | 日本，大阪                                   | 19,100（11.87英里）   | 地铁        | 1933 - 1987  | 中津站－中百舌鸟站 |
| 费尔艾那隧道                        | 瑞士，克洛斯特斯－苏施                       | 19,058（11.84英里）   | 铁路        | 1999         | 穿越阿尔卑斯山，世界最长的米轨铁路隧道 |
| 新关门隧道                          | 日本，山阳新干线                             | 18,713（11.63英里）   | 铁路        | 1975         | 穿越关门海峡 |
| 狮子坪水电站引水隧洞                | 中国，四川理县                               | 18,713（11.63英里）   | 水力发电    | 2009         | [ 50 ] |
| 瓦利亚隧道                          | 義大利，博洛尼亚－佛罗伦萨高速铁路           | 18,711（11.63英里）   | 铁路        | 2009         | 穿越亚平宁山脉 |
| 阿尔帕－塞凡1号隧道                 | 亞美尼亞                                     | 18,700（11.62英里）   | 输水        | 1981         | 阿尔帕河－塞凡湖 |
| 墨西哥城地铁3号线                   | 墨西哥，墨西哥城                             | 18,700（11.62英里）   | 地铁        | 1970 - 1983  | 种族站－大学站 |
| 巴黎地铁7号线                       | 法國，巴黎                                   | 18,600（11.56英里）   | 地铁        | 1910 - 1987  | 新庭站－犹太城-路易·阿拉贡站 |
| 亚平宁基线隧道                      | 義大利，博洛尼亚－佛罗伦萨                   | 18,507（11.50英里）   | 铁路        | 1934         | 穿越托斯坎－艾米利安亚平宁山 |
| 北京地铁8号线                       | 中国，北京                                   | 18,500（11.50英里）   | 地铁        | 2008 - 2012  | 回龙观东大街站－鼓楼大街站 |
| 秦岭隧道                            | 中国，西康铁路，陕西                         | 18,460（11.47英里）   | 铁路        | 2000         | 穿越秦岭，双洞单线；左线：18,460米，右线：18,456米 |
| 引洮工程总干渠九号隧洞              | 中国，甘肃渭源－定西                         | 18,275（11.36英里）   | 输水        | 2014         | 2011年10月26日贯通 |
| 石林隧道                            | 中国，南昆客运专线，云南弥勒－石林           | 18,208（11.31英里）   | 铁路        | 2016         | 单洞双线 |
| 山手隧道                            | 日本，首都高速中央環狀線，東京都             | 18,200（11.31英里）   | 公路        | 2010－2015   | 雙洞單線；東線18600米、西線18100米；日本、亞洲最長的公路隧道；世界最長的雙洞公路隧道。                                                                        |
| 关州水电站引水隧洞                  | 中国，四川丹巴                               | 18,137（11.27英里）   | 水力发电    | 2014         | 2013年9月9日贯通 |
| 南太行山隧道                        | 中国，瓦日铁路，山西平顺－河南林州           | 18,125（11.26英里）   | 铁路        | 2014         | 穿越太行山；双洞单线；左线：18,125米，右线：18,108米 |
| 上海地铁1号线                       | 中国，上海                                   | 18,110（11.25英里）   | 地铁        | 1995         | 上海南站站－上海马戏城站 |
| 明斯克地铁汽车厂线                  | 白俄羅斯，明斯克                             | 18,100（11.25英里）   | 地铁        | 1990         | |
| 宝兴水电站引水隧洞                  | 中国，四川宝兴                               | 18,053（11.22英里）   | 水力发电    | 2009         | [ 58 ] |
| 秦岭终南山公路隧道                  | 中国，西康高速公路，陕西西安－柞水           | 18,040（11.21英里）   | 公路        | 2007         | 穿越秦岭；中国最长的公路隧道，世界最长的双洞越岭公路隧道 |
| 布拉格地铁B线                       | 捷克，布拉格                                 | 18,000（11.18英里）   | 地铁        | 1985 - 1998  | 天堂花园站－霍尔卡站 |
| 雅典地铁2号线                       | 希腊，雅典                                   | 17,900（11.12英里）   | 地铁        | 1991 - 2013  | 安松波利站－埃利尼科站 |
| 雪峰山隧道                          | 中国，昌福铁路，福建将乐－沙县               | 17,842（11.09英里）   | 铁路        | 2013         | 雪峰山；双洞单线；左线：17,842米（2011年1月6日贯通），右线：17,826米（2011年1月28日贯通）                                                                     |
| 北京地铁5号线                       | 中国，北京                                   | 17,825（11.08英里）   | 地铁        | 2007         | 惠新西街北口站－宋家庄站 |
| 华盛顿地铁红线                      | 美国，华盛顿                                 | 17,800（11.06英里）   | 地铁        | 1976 - 1984  | 联合车站－医疗中心站 |
| 雅典地铁3号线                       | 希腊，雅典                                   | 17,800（11.06英里）   | 地铁        | 1991 - 2013  | 阿吉亚·玛丽娜站－皮亚琴察公爵夫人站 |
| 高盖山隧道                          | 中国，昌福铁路，福建泰宁                     | 17,612（10.94英里）   | 铁路        | 2013         | 双洞单线；左线：17,594米，右线：17,612米 |
| 金康水电站引水隧洞                  | 中国，四川康定                               | 17,557.7（10.91英里） | 水力发电    | 2006         | 主洞长16,489.7米，副洞长1,068米，合计总长17,557.7米 |
| 锦屏山隧道                          | 中国，四川                                   | 17,504（10.88英里）   | 公路        | 2011         | 锦屏一级水电站－锦屏二级水电站，双洞（A线长17,485.07米，B线长17,504.245米）；最大埋深2,375米，中国第一、世界第二埋深的交通隧道                                |
| 深圳地铁3号线                       | 中国，广东深圳                               | 17,333（10.77英里）   | 地铁        | 2010－2011   | 水贝站－益田站 |
| 哈尔科夫地铁基洛夫-維堡線           | 乌克兰，哈尔科夫                             | 17,300（10.75英里）   | 地铁        | 1975         | |
| 引洮工程总干渠七号隧洞              | 中国，甘肃渭源－临洮                         | 17,286（10.74英里）   | 输水        | 2014         | 2014年10月7日贯通 |
| 苏鲁奇引水隧道                      | 土耳其，尚勒乌尔法省苏鲁奇                   | 17,185（10.68英里）   | 灌溉        | 2014         | |
| 永寿梁隧道                          | 中国，西平铁路，陕西永寿－彬县               | 17,161（10.66英里）   | 铁路        | 2013         | 双洞单线；左线：17,160.76米，右线：17,154.92米 |
| 蓝色隧道                            | 土耳其，格克苏河－科尼亚省                   | 17,034（10.58英里）   | 灌溉        | 2012         | 2011年11月23日建成 |
| 东京地铁东西线                      | 日本，东京                                   | 17,000（10.56英里）   | 地铁        | 1964 - 1969  | 中野站－南砂町站 |
| 圣哥达公路隧道                      | 瑞士，乌里州－提契诺州                       | 16,918（10.51英里）   | 公路        | 1980         | 穿越利旁廷阿尔卑斯山 |
| 广州地铁4号线                       | 中国，广东广州                               | 16,790（10.43英里）   | 地铁        | 2005         | 新造站－黄村站 |
| 锦屏二级水电站引水隧洞              | 中国，四川凉山                               | 16,700（10.38英里）   | 水力发电    | 2012         | 共计四条引水隧洞，洞径12.4－13米，最大埋深约2,525米，是世界埋深最大的引水隧洞工程；2011年12月8日全部贯通                                                      |
| 巴塞罗那地铁4号线                   | 西班牙，巴塞罗那                             | 16,700（10.38英里）   | 地铁        | 1929 - 1999  | 新三一站 - 和平站 |
| 墨西哥城地铁1号线                   | 墨西哥，墨西哥城                             | 16,654（10.35英里）   | 地铁        | 1969 - 1984  | 天文台站－潘蒂特兰站 |
| 雪山工程马兰比吉－尤坎本隧道        | ，新南威尔士州                               | 16,640（10.34英里）   | 输水        | 1961         | 坦坦加拉水库－尤坎本湖 |
| 巴塞罗那地铁3号线                   | 西班牙，巴塞罗那                             | 16,600（10.31英里）   | 地铁        | 1924 - 2001  | 大学区站 - 新三一站 |
| 巴塞罗那地铁5号线                   | 西班牙，巴塞罗那                             | 16,600（10.31英里）   | 地铁        | 1959 - 1983  | 科尔内利亚中心站 - 瓦尔德希伯伦站 |
| 北京地铁9号线                       | 中国，北京                                   | 16,500（10.25英里）   | 地铁        | 2011－2012   | 国家图书馆站－郭公庄站 |
| 马德里地铁8号线                     | 西班牙，马德里                               | 16,467（10.23英里）   | 地铁        | 1998 - 2007  | 新部委站－巴拉哈斯机场四号航站楼 |
| 广州地铁1号线                       | 中国，广东广州                               | 16,449（10.22英里）   | 地铁        | 1997         | 花地湾站－广州东站 |
| 马德里地铁3号线                     | 西班牙，马德里                               | 16,424（10.21英里）   | 地铁        | 1939 - 2007  | 蒙克罗亚站 - 上绿城站 |
| 六甲隧道                            | 日本，山阳新干线                             | 16,250（10.10英里）   | 铁路        | 1972         | 穿越六甲山 |
| 率安隧道                            | ，岭东线，江原道                             | 16,240（10.09英里）   | 铁路        | 2012         | 東栢山站－道溪站；单洞单线；2006年12月7日贯通；隧道内设有双线的率安站                                                                                         |
| 新武界及栗栖引水隧道                | 中華民國，南投縣                             | 16,228.6（10.08英里） | 输水        | 2006         | 浊水溪／栗栖溪－日月潭，其中新武界引水隧道主体长13,943.1米，另于浊水溪支流栗栖溪修建栗栖引水隧道（长度为2,285.5米）到新武界引水隧道，合计总长16,228.6米       |
| 基辅地铁斯維亞托申-布羅瓦雷線       | 乌克兰，基辅                                 | 16,000（9.94英里）    | 地铁        | 1960 - 2003  | 学院城站－第聂伯站 |
| 马德里地铁4号线                     | 西班牙，马德里                               | 16,000（9.94英里）    | 地铁        | 1944 - 2007  | 阿圭列斯站－皮纳尔-德-查马丁站 |
| 象山隧道                            | 中国，龙厦铁路，福建龙岩                     | 15,917（9.89英里）    | 铁路        | 2012         | 双洞单线；左线：15,898米（2010年11月17日贯通），右线：15,917米（2011年5月14日贯通）                                                                           |
| 亨德森隧道                          | 美国，科罗拉多州                             | 15,800（9.82英里）    | 铁路/输送带 | 1976         | 弗兰特山脉，仅有一个出口，亨德森钼矿用于运输矿石，曾铺设窄轨铁路，于1999年更换为输送带                                                                        |
| 引大入秦工程盘道岭隧洞              | 中国，甘肃永登                               | 15,723（9.77英里）    | 输水        | 1994         | [ 76 ] |
| 辽西北供水工程白石隧洞              | 中国，辽宁朝阳                               | 15,690（9.75英里）    | 输水        | 2020         | [ 77 ] |
| 戴云山隧道                          | 中国，昌福铁路，福建尤溪－永泰               | 15,623（9.71英里）    | 铁路        | 2013         | 穿越戴云山；入口695米为单洞双线，其余为双洞单线；左线：15,623米，右线：15,605米                                                                               |
| 富尔卡基线隧道                      | 瑞士，富尔卡－上阿尔卑线，上瓦尔德－雷阿尔卑 | 15,442（9.60英里）    | 铁路        | 1982         | 穿越乌里阿尔卑斯山；单洞单线，米轨铁路隧道 |
| 天津地铁1号线                       | 中国，天津                                   | 15,378（9.56英里）    | 地铁        | 1976 - 2006  | 勤俭道站－土城站 |
| 高雄市區鐵路地下化計畫              | 中華民國，台鐵縱貫線與屏東線，高雄           | 15,370（9.55英里）    | 鐵路        | 2009 - 2018  | 新左營站－後庄站 |
| 引额济乌工程顶山隧洞                | 中国，新疆阿勒泰                             | 15,351（9.54英里）    | 输水        | 2005         | [ 79 ] |
| 榛名隧道                            | 日本，上越新干线                             | 15,350（9.54英里）    | 铁路        | 1982         | 穿越榛名山 |
| 北穆亚山隧道                        | 俄羅斯，贝加尔－阿穆尔铁路                   | 15,343（9.53英里）    | 铁路        | 2003         | 穿越北穆亚山脉 |
| 鹿岛污水处理厂排水隧道              | 美国，波士顿                                 | 15,290（9.50英里）    | 污水处理    | 2000         | 直径24英尺（7.3）；将污水处理后的尾水排入大西洋 |
| 菲伦佐拉隧道                        | 義大利，博洛尼亚－佛罗伦萨高速铁路           | 15,285（9.50英里）    | 铁路        | 2009         | 穿越亚平宁山脉 |
| 上海地铁2号线                       | 中国，上海                                   | 15,274（9.49英里）    | 地铁        | 2000         | 张江高科站－凌空路站 |
| 牛栏江－滇池补水工程金奎地隧洞      | 中国，云南寻甸                               | 15,220（9.46英里）    | 输水        | 2013         | [ 15 ] |
| 木寨岭隧道                          | 中国，兰海高速，甘肃漳县－岷县               | 15,226（9.46英里）    | 公路        | 2024         | 左线：15,226米，右线：15,160米 |
| 基辅地铁瑟雷茨-佩切拉線             | 乌克兰，基辅                                 | 15,200（9.44英里）    | 地铁        | 1989 - 2004  | 瑟雷茨站－南桥 |
| 宝坛水电站引水隧洞                  | 中国，广西罗城                               | 15,200（9.44英里）    | 水力发电    | 2010         | [ 81 ] |
| 五里峰隧道                          | 日本，北陆新干线                             | 15,175（9.43英里）    | 铁路        | 1997         | 穿越赤石山脉，高崎站－长野站 |
| 薛城水电站引水隧洞                  | 中国，四川理县                               | 15,174（9.43英里）    | 水力发电    | 2007         | [ 82 ] |
| 多诺水电站引水隧洞                  | 中国，四川九寨沟                             | 15,161（9.42英里）    | 水力发电    | 2013         | 2011年9月19日贯通 |
| 引洮工程总干渠六号隧洞              | 中国，甘肃渭源                               | 15,142（9.41英里）    | 输水        | 2014         | 2011年12月30日贯通 |
| 圣马科山隧道                        | 義大利，保拉－科森扎                         | 15,040（9.35英里）    | 铁路        | 1987         | 穿越锡拉山 |
| 圣哥达铁路隧道                      | 瑞士，乌里州格舍嫩－提契诺州艾罗洛           | 15,003（9.32英里）    | 铁路        | 1882         | 穿越利旁廷阿尔卑斯山 |
| 冒天山隧道                          | 中国，包西铁路增建二线，陕西子长－蟠龙镇     | 14,915（9.27英里）    | 铁路        | 2011         | 单洞单线，2010年4月17日贯通 |
| 俄公堡水电站引水隧洞                | 中国，四川木里                               | 14,880.9（9.25英里）  | 水力发电    | 2013         | [ 89 ] |
| 中山隧道                            | 日本，上越新干线，群马县                     | 14,857（9.23英里）    | 铁路        | 1982         | |
| 艾尔萨亨托4号隧道                   | 秘魯，伊洛－托克帕拉/夸霍内工业铁路          | 14,724（9.15英里）    | 铁路        | 1975         | 隶属南方铜业公司 |
| 麦克唐纳山隧道                      | 加拿大，太平洋铁路                           | 14,723（9.15英里）    | 铁路        | 1989         | 穿越落基山脉的冰川国家公园 |
| 武夷山隧道                          | 中国，昌福铁路，江西黎川－福建建宁           | 14,659（9.11英里）    | 铁路        | 2013         | 穿越武夷山脉；单洞双线，2011年5月17日贯通 |
| 勒奇山隧道                          | 瑞士，坎德施泰格－戈彭施泰因                 | 14,612（9.08英里）    | 铁路        | 1913         | 穿越伯尔尼山 |
| 曹娥江引水工程输水隧洞              | 中国，浙江上虞－绍兴                         | 14,600（9.07英里）    | 输水        | 2011         | 2010年5月贯通 |
| 鲁默里克隧道                        | 挪威，加勒穆恩线，奥斯陆－利勒斯特伦         | 14,580（9.06英里）    | 铁路        | 1999         | |
| 吉沙水电站引水隧洞                  | 中国，云南香格里拉                           | 14,467（8.99英里）    | 水力发电    | 2007         | [ 94 ] |
| 雪山工程斯诺伊－吉黑隧道            | ，新南威尔士州                               | 14,430（8.97英里）    | 输水        | 1966         | 艾兰本德蓄水池－吉黑水库 |
| 引黄入晋工程南干线六号隧洞          | 中国，山西神池                               | 14,400（8.95英里）    | 输水        | 2002         | [ 95 ] |
| 阿拉山口供水与生态建设工程输水隧洞  | 中国，新疆博尔塔拉                           | 14,346（8.91英里）    | 输水        | 2010         | 2008年10月15日贯通 |
| 斯德哥尔摩地铁蓝线                  | 瑞典，斯德哥尔摩                             | 14,300（8.89英里）    | 地铁        | 1975 - 1977  | 国王花园站－休斯塔站 |
| 雪山工程图马－蒂默特隧道            | ，新南威尔士州                               | 14,300（8.89英里）    | 输水        | 1961         | 图马水库－蒂默特·旁德水库 |
| 大瑶山隧道                          | 中国，京广铁路，坪石－乐昌                   | 14,295（8.88英里）    | 铁路        | 1987         | 穿越南岭；单洞双线 |
| 广州地铁8号线                       | 中国，广州                                   | 14,200（8.82英里）    | 地铁        | 2003 - 2010  | 凤凰新村站－万胜围站 |
| 金瓜山隧道                          | 中国，昌福铁路                               | 14,097（8.76英里）    | 铁路        | 2013         | 单洞双线；2012年1月4日贯通 |
| 马德里地铁2号线                     | 西班牙，马德里                               | 14,031（8.72英里）    | 地铁        | 1924 - 2011  | 拉斯罗萨斯站－四路站 |
| 里斯本地铁蓝线（海鸥线）            | 葡萄牙，里斯本                               | 14,000（8.70英里）    | 地铁        | 1959 - 2007  | |
| 阿尔贝格公路隧道                    | 奥地利，阿尔贝格山                           | 13,972（8.68英里）    | 公路        | 1978         | 福拉尔贝格州－蒂罗尔州 |
| 掌鸠河引水工程上公山隧洞            | 中国，云南禄劝                               | 13,941（8.66英里）    | 输水        | 2007         | 2006年11月28日贯通 |
| 大盈江四级水电站引水隧洞            | 中国，云南盈江                               | 13,932（8.66英里）    | 水力发电    | 2009         | 直径8.5米，2008年12月5日贯通 |
| 巴黎地铁12号线                      | 法國，巴黎                                   | 13,900（8.64英里）    | 地铁        | 1910 - 1934  | 拉沙佩勒门－伊西市政厅 |
| 北陆隧道                            | 日本，福井县，北陆本线                       | 13,870（8.62英里）    | 铁路        | 1962         | |
| 野三关隧道                          | 中国，湖北巴东，宜万铁路                     | 13,838（8.60英里）    | 铁路        | 2010         | 双洞单线；Ⅰ线：13,838米，Ⅱ线：13,796米 |
| 西山隧道                            | 中国，石千峰山，太古高速公路                 | 13,654（8.48英里）    | 公路        | 2012         | 山西太原－古交；双洞；左线：13,654米，右线：13,570米 |
| 弗雷瑞斯铁路隧道                    | 法國－ 義大利，阿尔卑斯山                    | 13,636（8.47英里）    | 铁路        | 1871         | 又称：赛尼山隧道 |
| 北天山隧道                          | 中国，博罗科努山，精伊霍铁路                 | 13,610（8.46英里）    | 铁路        | 2009         | 精河－伊宁；单洞单线 |
| 马尔马雷隧道                        | 土耳其，博斯普鲁斯海峡，伊斯坦布尔           | 13,600（8.45英里）    | 铁路        | 2013         | 于斯屈达尔－锡尔凯吉；连接欧亚大陆的洲际海底隧道 |
| 萨维奥铁路隧道                      | 芬兰，凯拉瓦－沃岛                           | 13,575（8.44英里）    | 铁路        | 2008         | |
| 悉尼城市铁路埃平－查茨伍德线        | ，悉尼                                       | 13,500（8.39英里）    | 地铁        | 2009         | 埃平－查茨伍德；2009年已归并入北岸线 |
| 珊溪水利枢纽平苍引水工程隧洞        | 中国，浙江平阳－苍南                         | 13,500（8.39英里）    | 输水        | 2013         | 2011年9月27日贯通 |
| 新清水隧道                          | 日本，谷川岳，上越线                         | 13,500（8.39英里）    | 铁路        | 1967         | |
| 万寿山隧道                          | 中国，渝利铁路                               | 13,468（8.37英里）    | 铁路        | 2013         | 重庆石柱；单洞双线；2011年8月18日贯通 |
| 海克斯河谷隧道                      | 南非，西开普省                               | 13,400（8.33英里）    | 铁路        | 1989         | 比勒陀利亚－开普敦 |
| 引洮工程总干渠三号隧洞              | 中国，甘肃卓尼－渭源                         | 13,325（8.28英里）    | 输水        | 2014         | 2011年12月30日贯通 |
| 长洪岭隧道                          | 中国，长洪岭，渝利铁路                       | 13,299（8.26英里）    | 铁路        | 2013         | 重庆丰都；单洞双线；2011年4月29日贯通 |
| 元晓隧道                            | ，京釜高速线                                 | 13,270（8.25英里）    | 铁路        | 2010         | |
| 大别山隧道                          | 中国，大别山，合武铁路                       | 13,256（8.24英里）    | 铁路        | 2008         | 湖北麻城；单洞双线；2007年6月28日贯通 |
| 秀宁隧道                            | 中国，成昆铁路广昆复线                       | 13,187（8.19英里）    | 铁路        | 2013         | 云南禄丰；单洞双线 |
| 施勒恩隧道                          | 義大利，阿尔卑斯山                           | 13,159（8.18英里）    | 铁路        | 1993         | 维罗纳－布伦内罗 |
| 卡波内罗－佛得角隧道                | 義大利，热那亚－文蒂米利亚                   | 13,135（8.16英里）    | 铁路        | 2001         | |
| 虹梯关隧道                          | 中国，太行山，长平高速公路                   | 13,122（8.15英里）    | 公路        | 2013         | 山西平顺；双洞；左线：13,122米，右线：13,098米；2012年9月12日贯通                                                                                             |
| 巴塞罗那地铁2号线                   | 西班牙，巴塞罗那                             | 13,100（8.14英里）    | 地铁        | 1985 - 1997  | |
| 霞浦隧道                            | 中国，太姥山，温福铁路                       | 13,099（8.14英里）    | 铁路        | 2009         | 福建霞浦；单洞双线；2008年1月12日贯通 |
| 安芸隧道                            | 日本，广岛，山阳新干线                       | 13,030（8.10英里）    | 铁路        | 1975         | |
| 尤溪隧道                            | 中国，昌福铁路                               | 12,974（8.06英里）    | 铁路        | 2013         | 福建沙县－尤溪；单洞双线；2011年5月26日贯通 |
| 雪山隧道                            | 中華民國，雪山，蒋渭水高速公路               | 12,942（8.04英里）    | 公路        | 2006         | 新北－宜兰 |
| 弗雷瑞斯公路隧道                    | 法国－意大利，科蒂安阿尔卑斯山               | 12,895（8.01英里）    | 公路        | 1980         | 莫达讷－巴多内基亚 |
| 玉田水电站引水隧洞                  | 中国，四川甘洛                               | 12,805（7.96英里）    | 水力发电    | 2012         | 2011年9月23日贯通 |
| 长梁山隧道                          | 中国，长梁山，朔黄铁路                       | 12,784（7.94英里）    | 铁路        | 2000         | 单洞双线 |
| 大南山隧道                          | 中国，大南山，厦深铁路                       | 12,697（7.89英里）    | 铁路        | 2013         | 广东普宁－惠来；单洞双线；2009年12月29日贯通 |
| 西四环暗涵                          | 中国，北京，南水北调中线总干渠               | 12,640（7.85英里）    | 输水        | 2009         | 2008年完工，2009年通水。 |
| 松江河梯级水电站松山引水工程隧洞    | 中国，吉林抚松                               | 12,631（7.85英里）    | 输水        | 1993 - 2002  | 漫江－小山水库 |
| 新喀斯喀特铁路隧道                  | 美国，喀斯喀特山，大北铁路                   | 12,537（7.79英里）    | 铁路        | 1929         | 华盛顿州；单洞单线 |
| 新华波波娜水电站引水隧洞            | 中国，新疆和田                               | 12,396（7.70英里）    | 水力发电    | 2011         | 2009年11月26日贯通 |
| 吴堡隧道                            | 中国，黄土高原，太中银铁路                   | 12,310（7.65英里）    | 铁路        | 2011         | 陕西吴堡－绥德；单洞双线 |
| 麦积山隧道                          | 中国，麦积山，连霍高速公路                   | 12,290（7.64英里）    | 公路        | 2009         | 陕西宝鸡－甘肃天水；双洞；左线：12,286米，右线：12,290米 |
| 东秦岭隧道                          | 中国，秦岭，宁西铁路                         | 12,268（7.62英里）    | 铁路        | 2004         | 陕西商州－蓝田；单洞双线 |
| 乌蒙山二号隧道                      | 中国，乌蒙山，沪昆铁路六沾复线               | 12,260（7.62英里）    | 铁路        | 2012         | 贵州六盘水－云南宣威；单洞双线，其中538米为扒挪块站四线隧道，跨度28.4米，是世界最大单跨铁路隧道；2011年7月16日贯通                                            |
| 三联隧道                            | 中国，乌蒙山，沪昆铁路六沾复线               | 12,214（7.59英里）    | 铁路        | 2012         | 云南宣威；单洞双线；2012年4月26日贯通 |
| 新库兹涅茨基隧道                    | 俄羅斯，西伯利亚铁路                         | 12,200（7.58英里）    | 铁路        | 1957         | |
| 霍尔默斯特兰隧道                    | 挪威，西福尔线                               | 12,300（7.64英里）    | 铁路        | 2016         | 单洞双线，其中霍尔默斯特兰地下车站为四线 |
| 欧维特山隧道                        | 土耳其，欧维特山，土耳其D925国道             | 14,700（9.13英里）    | 公路        | 2018         | 埃尔祖鲁姆省－里泽省；2012年动工 |
| 昆明轨道交通4号线                   | 中国，云南昆明                               | 43,396（26.97英里）   | 地铁        | 2020         | |
| 深圳地铁14號線                      | 中国，廣東深圳－惠州                         | 63,800（39.64英里）   | 地铁        | 2022         | |
| 弗洛线隧道                          | 挪威，弗洛线                                 | 19,500（12.12英里）   | 铁路        | 2022         | 奥斯陆－希 |
| 西联高速公路隧道                    | ，悉尼                                       | 19,000（11.81英里）   | 公路        | 2019－2023   | 由三部分组成：M4东隧（2019年开通）、M8隧道（2020年开通）、M4-M8（2023年开通）。                                                                               |
| 赤城隧道                            | 中国，燕山，张唐铁路                         | 15,053（9.35英里）    | 铁路        | 2015         | 河北赤城；单洞双线 |
| 新莲隧道                            | 中国，南昆客运专线                           | 12,930（8.03英里）    | 铁路        | 2016         | 云南澄江－昆明；单洞双线 |
| 岩山隧道                            | 中国，贵广客运专线                           | 14,693（9.13英里）    | 铁路        | 2014         | 贵州榕江－从江；2012年8月25日贯通 |
| 北武夷山隧道                        | 中国，武夷山，合福客运专线                   | 14,646（9.10英里）    | 铁路        | 2015         | 江西上饶－福建武夷山；单洞双线，2013年7月1日贯通 |
| 三都隧道                            | 中国，苗岭，贵广客运专线                     | 14,637（9.10英里）    | 铁路        | 2014         | 贵州三都；单洞双线，2013年2月26日贯通 |
| 红石岩隧道                          | 中国，南昆客运专线                           | 14,580（9.06英里）    | 铁路        | 2016         | 云南富宁－广南 |
| 发鸠山隧道                          | 中国，发鸠山，瓦日铁路                       | 14,573（9.06英里）    | 铁路        | 2014         | 山西长子；2013年8月26日贯通 |
| 太岳山隧道                          | 中国，太岳山，瓦日铁路                       | 16,194（10.06英里）   | 铁路        | 2014         | 山西古县－安泽；单洞双线 |
| 小相岭隧道                          | 中国，四川越西－喜德，峨广铁路               | 20,450（12.71英里）   | 铁路        | 2022         | [ 146 ] |
| 跃龙门隧道                          | 中国，四川茂县，川青铁路                     | 20,042（12.45英里）   | 铁路        | 2023         | |
| 富宁隧道                            | 中国，六诏山，南昆客运专线                   | 13,748（8.54英里）    | 铁路        | 2016         | 云南富宁 |
| 宝峰山隧道                          | 中国，宝峰山，贵广客运专线                   | 13,708（8.52英里）    | 铁路        | 2014         | 广西阳朔－恭城；单洞双线 |
| 长寿山隧道                          | 中国，甘肃兰州，兰渝铁路                     | 12,625（7.84英里）    | 铁路        | 2017         | 单洞双线；2011年8月3日贯通 |
| 胡麻岭隧道                          | 中国，胡麻岭，兰渝铁路                       | 13,608（8.46英里）    | 铁路        | 2017         | 甘肃榆中－定西；单洞双线 |
| 黑山隧道                            | 中国，兰渝铁路                               | 15,764（9.80英里）    | 铁路        | 2017         | 甘肃定西 |
| 枫相院隧道                          | 中国，兰渝铁路                               | 12,129（7.54英里）    | 铁路        | 2016         | 甘肃陇南武都；单洞双线 |
| 哈达铺隧道                          | 中国，岷山，兰渝铁路                         | 16,600（10.31英里）   | 铁路        | 2016         | 甘肃宕昌；双洞单线；左线：16,590米，右线：16,600米 |
| 化马隧道                            | 中国，甘肃宕昌，兰渝铁路                     | 12,580（7.82英里）    | 铁路        | 2016         | 单洞双线 |
| 天池坪隧道                          | 中国，秦岭，兰渝铁路                         | 14,528（9.03英里）    | 铁路        | 2016         | 甘肃宕昌 |
| 二郎山隧道                          | 中国，二郎山，雅康高速公路                   | 13,433（8.35英里）    | 公路        | 2017         | 四川天全－泸定；双洞；左线：13,433米，右线：13,381米 |
| 六盘山隧道                          | 中国，六盘山，天平铁路                       | 16,719（10.39英里）   | 铁路        | 2015         | 甘肃华亭；单洞单线（其中进口端574米为莲花台车站双线） |
| 关山隧道                            | 中国，天平铁路                               | 15,634（9.71英里）    | 铁路        | 2015         | 甘肃张家川－华亭 |
| 大坡岭隧道                          | 中国，大坡岭，大瑞铁路                       | 14,465（8.99英里）    | 铁路        | 2017         | 云南永平 |
| 杉阳隧道                            | 中国，大坡岭，大瑞铁路                       | 13,390（8.32英里）    | 铁路        | 2022         | 云南永平 |
| 大柱山隧道                          | 中国，大柱山，大瑞铁路                       | 14,484（9.00英里）    | 铁路        | 2022         | 云南保山；单洞单线 |
| 保山隧道                            | 中国，猎户山，大瑞铁路                       | 13,140（8.16英里）    | 铁路        | 2023         | 云南保山 |
| 石羊山隧道                          | 中国，石羊山，大瑞铁路                       | 17,590（10.93英里）   | 铁路        | 2022         | 云南漾濞 |
| 雁门关隧道                          | 中国，恒山，同蒲铁路取直线                   | 14,085（8.75英里）    | 铁路        | 2014         | 山西山阴－代县；单洞双线；2013年4月30日贯通 |
| 大坂山隧道                          | 中国，大坂山，兰新客运专线                   | 15,897（9.88英里）    | 铁路        | 2014         | 青海大通－门源；单洞双线 |
| 二青山隧道                          | 中国，吕梁山，太兴铁路                       | 15,851（9.85英里）    | 铁路        | 2014         | 山西太原－兴县；单洞单线 |
| 六狼山隧道                          | 中国，管涔山，准朔铁路                       | 15,175（9.43英里）    | 铁路        | 2019         | 山西朔州；单洞单线，2011年12月25日贯通 |
| 朱家山隧道                          | 中国，大神仙梁，徐兰高速铁路                 | 14,949（9.29英里）    | 铁路        | 2017         | 甘肃秦安 |
| 壁板坡隧道                          | 中国，老黑山，沪昆客运专线                   | 14,756（9.17英里）    | 铁路        | 2016         | 贵州盘县－云南富源 |
| 笔架山隧道                          | 中国，秦岭，宝兰高速铁路                     | 14,751（9.17英里）    | 铁路        | 2017         | 甘肃天水 |
| 天平山隧道                          | 中国，天平山，贵广客运专线                   | 14,012（8.71英里）    | 铁路        | 2014         | 广西临桂；单洞双线；2013年1月18日贯通 |
| 麦积山隧道                          | 中国，秦岭，徐兰高速铁路                     | 13,932（8.66英里）    | 铁路        | 2017         | 甘肃天水 |
| 同马山隧道                          | 中国，苗岭，贵广客运专线                     | 13,929（8.66英里）    | 铁路        | 2014         | 贵州三都；2012年11月16日贯通 |
| 米仓山隧道                          | 中国，米仓山，巴陕高速公路                   | 13,833（8.60英里）    | 公路        | 2018         | 四川巴中－陕西汉中；双洞；左线：13,833米，右线：13,792米 |
| 梅花山隧道                          | 中国，玳瑁山，赣瑞龙铁路                     | 13,778（8.56英里）    | 铁路        | 2015         | 福建连城；单洞双线 |
| 树木岭隧道                          | 中国，长株潭城际铁路                         | 12,860（7.99英里）    | 铁路        | 2016         | 湖南长沙 |
| 两安隧道                            | 中国，贵广客运专线                           | 12,668（7.87英里）    | 铁路        | 2014         | 广西钟山；单洞双线；2012年7月31日贯通 |
| 北岭山隧道                          | 中国，广东肇庆，南广铁路                     | 12,438（7.73英里）    | 铁路        | 2014         | 单洞双线 |
| 五指山隧道                          | 中国，南广铁路                               | 12,208（7.59英里）    | 铁路        | 2014         | 广东云浮－高要；单洞双线；2012年8月31日贯通 |
| 泽雅隧道                            | 中国，雁荡山，金温铁路                       | 12,030（7.48英里）    | 铁路        | 2015         | 浙江青田－温州；单洞双线 |
| 莫斯科地铁大环线                    | 俄羅斯，莫斯科                               | 69,000（42.87英里）   | 地铁        | 2018－2023   | 世界最长的地铁环线隧道 |
| 引汉济渭工程秦岭隧洞                | 中国，陕西洋县－周至                         | 98,299（61.08英里）   | 输水        | 2023         | 黄金峡－黄池沟，分为黄三段（黄金峡－三河口）和越岭段两部分。其中黄三段全长16.52公里，越岭段全长 81.779公里。                                                  |
| 香山隧道                            | 中国，宁夏中卫，银兰高速铁路                 | 17,763（11.04英里）   | 铁路        | 2022         | 双洞单线 |
| 楚庭电缆隧道                        | 中国，广东广州                               | 20,268（12.59英里）   | 输电        | 2023         | 内径约3.5米 |
| 达嘎拉隧道                          | 中国，川藏铁路（拉林段）                     | 17,324（10.76英里）   | 铁路        | 2021         | 西藏朗县；单洞单线 |
| 桑珠岭隧道                          | 中国，川藏铁路（拉林段）                     | 16,449（10.22英里）   | 铁路        | 2021         | 西藏桑日；单洞单线 |
| 贡多顶隧道                          | 中国，川藏铁路（拉林段）                     | 13,590（8.44英里）    | 铁路        | 2021         | 西藏米林；单洞单线 |
| 巴玉隧道                            | 中国，川藏铁路（拉林段）                     | 13,073（8.12英里）    | 铁路        | 2021         | 西藏桑日；单洞单线 |

## 建设中
| 名称                                     | 地点                                       | 长度                  | 类型     | 预计完成 | 备注                                                                 |
| ---------------------------------------- | ------------------------------------------ | --------------------- | -------- | -------- | -------------------------------------------------------------------- |
| 天山胜利隧道                             | 中国，新疆乌鲁木齐县－和静                 | 22,100（13.73英里）   | 高速公路 | 2025     | 世界最长高速公路隧道                                                 |
| 北疆供水工程二期喀双隧洞                 | 中国，新疆福海－奇台                       | 283,270（176.02英里） | 输水     |          | 2015年10月勘探试验洞开工，2018年10月正式开工。是世界最长的输水隧洞。 |
| 引江补汉工程总干线输水隧洞               | 中国，湖北宜昌－丹江口                     | 194,311（120.74英里） | 输水     | 2031     | 龙潭溪－安乐河口，洞径10.2米                                         |
| 北疆供水工程二期西二隧洞                 | 中国，新疆                                 | 139,040（86.40英里）  | 输水     |          | [ 186 ]                                                              |
| 纽约市三号供水隧道                       | 美国，纽约州                               | 96,560（60.00英里）   | 输水     | 2020     | 一期工程已于1998年投入使用，长约22千米。                             |
| 北疆供水工程二期双三隧洞                 | 中国，新疆                                 | 92,150（57.26英里）   | 输水     |          | [ 186 ]                                                              |
| 引松供水总干线输水隧洞                   | 中国，吉林永吉                             | 69,855（43.41英里）   | 输水     | 2020     | 丰满水库－饮马河，直径7米。                                          |
| 巴黎地铁15号线                           | 法國，巴黎                                 | 75,000（46.60英里）   | 地铁     | 2025     |                                                                      |
| 滇中引水工程香炉山隧洞                   | 中国，云南玉龙－鹤庆                       | 62,596（38.90英里）   | 输水     | 2026     | [ 190 ]                                                              |
| 昂班山基线隧道                           | 法國－ 義大利，科蒂安阿尔卑斯山脉          | 57,500（35.73英里）   | 铁路     | 2029     | 里昂－都灵                                                           |
| 滇中引水工程昆呈隧洞                     | 中国，云南昆明                             | 56,584（35.16英里）   | 输水     | 2026     | [ 191 ] [ 192 ] [ 193 ]                                              |
| 布雷纳基线隧道                           | 奥地利－ 義大利，施圖拜阿爾卑斯山脈        | 55,392（34.42英里）   | 铁路     | 2028     | 双洞单线；另一条隧道长54,753米                                       |
| 新加坡地铁滨海市区线                     | 新加坡                                     | 44,100（27.40英里）   | 地铁     | 2024     |                                                                      |
| 巴塞罗那地铁9号线－10号线                | 西班牙，巴塞罗那                           | 43,710（27.16英里）   | 地铁     | 2022     | 全长47.8千米，其中地下段长43.71千米，高架段长4.09千米。              |
| 新加坡地铁汤申－东海岸线                 | 新加坡                                     | 42,500（26.41英里）   | 地铁     | 2024     |                                                                      |
| 伍德史密斯矿石隧道                       | 英国，北约克郡，斯尼顿－雷德卡             | 36,700（22.80英里）   | 输送带   | 2021     | [ 194 ] [ 195 ]                                                      |
| 榆林黄河东线马镇引水工程神木支线输水隧洞 | 中国，陕西榆林                             | 34,880（21.67英里）   | 输水     | 2025     | [ 196 ]                                                              |
| 高黎贡山隧道                             | 中国，云南保山－瑞丽，大瑞铁路             | 34,586（21.49英里）   | 铁路     | 2025     |                                                                      |
| 科尔山隧道                               | 奥地利，格拉茨－克拉根福，科尔山           | 32,900（20.44英里）   | 铁路     | 2026     | 双洞单线                                                             |
| 滇中引水工程小扑隧洞                     | 中国，云南昆明                             | 32,100（19.95英里）   | 输水     | 2026     | [ 192 ] [ 197 ]                                                      |
| 滇中引水工程狮子山隧洞                   | 中国，云南宾川                             | 29,420（18.28英里）   | 输水     | 2025     | [ 198 ]                                                              |
| 上埃勒黑勒运河引水隧道                   | 斯里蘭卡，哈巴拉那                         | 28,046（17.43英里）   | 灌溉     | 2027     | [ 199 ]                                                              |
| 塞默灵基线隧道                           | 奥地利，北莱姆斯通阿尔卑斯山               | 27,300（16.96英里）   | 铁路     | 2027     |                                                                      |
| 罗加兰隧道                               | 挪威，博肯峡湾，欧洲E39公路                | 26,700（16.59英里）   | 公路     | 2031     | 海底隧道；罗加兰郡，兰达贝格－博肯                                   |
| 湄登－湄阳引水隧洞                       | 泰國，清迈府                               | 25,401（15.78英里）   | 输水     | 2021     | 直径4米，是“湄登－湄阳－湄匡引水隧洞项目”的一部分                    |
| 滇中引水工程海东隧洞                     | 中国，云南大理－祥云                       | 25,285（15.71英里）   | 输水     | 2026     | [ 201 ]                                                              |
| 茂实隧道                                 | ，原州－堤川，中央线                       | 25,080（15.58英里）   | 铁路     |          |                                                                      |
| 德胜隧道                                 | 中国，四川松潘，川青铁路                   | 22,943（14.26英里）   | 铁路     | 2024     |                                                                      |
| 泰晤士潮流隧道                           | 英国，伦敦                                 | 25,000（15.53英里）   | 污水处理 | 2023     |                                                                      |
| 滇中引水工程凤凰山隧洞                   | 中国，云南禄丰                             | 24,991（15.53英里）   | 输水     | 2026     | [ 202 ]                                                              |
| 帕哈雷斯基线隧道                         | 西班牙，巴利亚多利德－希洪，西班牙高速铁路 | 24,667（15.33英里）   | 铁路     | 2021     | 双洞单线；东线：24,648米，西线：24,667米                             |
| 滇中引水工程大转弯隧洞                   | 中国，云南楚雄                             | 24,472（15.21英里）   | 输水     | 2026     | [ 203 ]                                                              |
| 奥马哈合流排污溢流隧道                   | 美国，内布拉斯加州奥马哈                   | 24,400（15.16英里）   | 污水处理 | 2027     |                                                                      |
| 滇中引水工程蔡家村隧洞                   | 中国，云南楚雄－昆明                       | 23,434（14.56英里）   | 输水     | 2026     | [ 204 ] [ 205 ]                                                      |
| 湄阳－湄匡引水隧洞                       | 泰國，清迈府                               | 22,975（14.28英里）   | 输水     | 2021     | 直径4.2米，是“湄登－湄阳－湄匡引水隧洞项目”的一部分                  |
| 苏吉吉纳里水电站引水隧洞                 | 巴基斯坦，曼瑟拉县                         | 22,618（14.05英里）   | 水力发电 | 2022     | [ 206 ]                                                              |
| 滇中引水工程芹河隧洞                     | 中国，云南大理                             | 20,940（13.01英里）   | 输水     | 2026     | [ 207 ]                                                              |
| 齐默山基线隧道                           | 瑞士，苏黎世－楚格，齐默山                 | 19,700（12.24英里）   | 铁路     | 2030     | 单洞双线；瑞士“阿尔卑斯枢纽”计划的一部分                             |
| 滇中引水工程万家隧洞                     | 中国，云南楚雄                             | 18,222（11.32英里）   | 输水     | 2026     | [ 208 ]                                                              |
| 立洲水电站引水隧洞                       | 中国，四川木里                             | 16,622（10.33英里）   | 水力发电 |          | 洞径8.2米                                                            |
| 斯德哥尔摩绕城公路隧道                   | 瑞典，斯德哥尔摩                           | 16,500（10.25英里）   | 公路     | 2030     | 尤斯达－昆根斯库瓦                                                   |
| 金塘海底隧道                             | 中国，金塘水道，甬舟铁路                   | 16,180（10.05英里）   | 铁路     | 2026     | 浙江宁波－舟山；单洞双线                                             |
| 新泽加纳山隧道                           | 土耳其，居米什哈內省－特拉布宗省           | 14,481（9.00英里）    | 公路     | 2022     |                                                                      |
| 索巴克隧道                               | 挪威，罗加兰郡，挪威13号国道               | 14,300（8.89英里）    | 公路     | 2018     | 海底隧道；斯塔万格－斯特兰；2012年动工                               |
| 佐吉拉隧道                               | 印度，查谟-克什米尔邦卡基尔县              | 14,200（8.82英里）    | 公路     | 2026     | 斯利那加－卡基尔－列城公路                                           |
| 切内里基线隧道                           | 瑞士，利旁廷阿尔卑斯山                     | 15,400（9.57英里）    | 铁路     | 2019     | 贝林佐纳－卢加诺；双洞单线；瑞士“阿尔卑斯枢纽”计划的一部分           |
| 滇中引水工程龙潭隧洞                     | 中国，云南楚雄                             | 14,037（8.72英里）    | 输水     | 2026     | [ 202 ] [ 204 ]                                                      |
| 曼谷地铁橙线                             | 泰國，曼谷                                 | 13,770（8.56英里）    | 地铁     | 2025     |                                                                      |
| 维什纳加-皮帕科迪水电站引水隧道          | 印度，北阿坎德邦                           | 13,400（8.33英里）    | 水力发电 | 2017     | 宽度8.8米。                                                          |
| 滇中引水工程磨盘山隧洞                   | 中国，云南祥云                             | 12,907（8.02英里）    | 输水     | 2026     | [ 212 ]                                                              |
| 木扎提河三级水电站引水隧洞               | 中国，新疆拜城                             | 12,820（7.97英里）    | 水力发电 | 2020     | 平均直径5.8米                                                        |
| 滇中引水工程柳家村隧洞                   | 中国，云南楚雄                             | 12,526（7.78英里）    | 输水     | 2025     | [ 214 ]                                                              |
| 巴瑞巴贝引水隧道                         | 尼泊尔，佩里专区                           | 12,340（7.67英里）    | 输水     | 2021     | [ 215 ]                                                              |

## 规划中
| 名称                             | 地点                                 | 长度                   | 类型       | 预计完成 | 备注                                  |
| -------------------------------- | ------------------------------------ | ---------------------- | ---------- | -------- | ------------------------------------- |
| 渤海海峡隧道                     | 中国，渤海海峡，渤海海峡跨海通道     | 123,000（76.43英里）   | 铁路       |          | 海底隧道，山东蓬莱－辽宁大连          |
| 赫爾辛基－塔林隧道               | 芬兰－ 爱沙尼亚，芬兰湾              | 105,000（65.24英里）   | 铁路       | 晚于2030 | 海底隧道；赫尔辛基－維姆西            |
| 未来环形对撞机隧道               | 瑞士，日内瓦                         | 97,750（60.74英里）    | 粒子加速器 | 2040     | 直径6米环形隧道，隶属欧洲核子研究组织 |
| 直布罗陀隧道                     | 摩洛哥－ 西班牙，直布罗陀海峡        | 38,700（24.05英里）    | 铁路       | 2025     | 海底隧道                              |
| 雅典地铁4号线                    | 希腊，雅典                           | 33,000（20.51英里）    | 地铁       | 2028     |                                       |
| 新加坡地铁跨岛线                 | 新加坡                               | 29,000（18.02英里）    | 地铁       | 2029     | 仅第一阶段，第二阶段尚未公布          |
| 巴兰多夫隧道                     | 捷克，布拉格－贝龙                   | 24,700（15.35英里）    | 铁路       |          | 项目搁置                              |
| 格里姆瑟尔隧道                   | 瑞士，因内特基尔兴－上瓦尔德         | 21,750（13.51英里）    | 铁路       | 2025     |                                       |
| 绰斯甲水电站引水隧洞             | 中国，四川壤塘县－金川县             | 21,280（13.22英里）    | 水力发电   |          | [ 218 ]                               |
| 帕切科山口隧道                   | 美国，加利福尼亚州                   | 13英里（20,921）       | 铁路       | 2033     | 加利福尼亚高速铁路                    |
| 引洮供水工程总干渠16#马河隧洞    | 中国，甘肃陇西县                     | 20,415.88（12.69英里） | 输水       |          | [ 219 ]                               |
| 百丽东隧道                       | 法國，多芬阿尔卑斯山                 | 20,000（12.43英里）    | 铁路       |          | 里昂－都灵                            |
| 查尔特勒隧道                     | 法國，查尔特勒山                     | 20,000（12.43英里）    | 铁路       |          | 里昂－都灵                            |
| 滇中引水工程大坡子隧洞           | 中国，云南建水                       | 19,515（12.13英里）    | 输水       | 2026     | [ 220 ]                               |
| 毕大提水工程王家坝隧洞           | 中国，贵州毕节                       | 19,212（11.94英里）    | 输水       |          | 黔西北供水工程的组成部分。            |
| 哀牢山隧道                       | 中国，云南新平－镇沅，天猴高速公路   | 17,850（11.09英里）    | 公路       |          | [ 222 ]                               |
| 费马恩海峡隧道                   | 德国－ 丹麦，费马恩岛－洛兰岛        | 17,600（10.94英里）    | 公路、铁路 | 2028     | 海底隧道                              |
| 黔西北供水工程灌区总干渠猫场隧洞 | 中国，贵州大方                       | 15,739（9.78英里）     | 输水       |          | [ 221 ]                               |
| 克雷斯纳峡谷隧道                 | 保加利亚，克雷斯纳，斯特鲁马高速公路 | 15,400（9.57英里）     | 公路       |          | 已取消                                |
| 滇中引水工程小路南隧洞           | 中国，云南石屏                       | 14,902（9.26英里）     | 输水       | 2026     | [ 220 ]                               |
| 奇恰里亚隧道                     | ，狄那里克阿尔卑斯山                 | 14,400（8.95英里）     | 铁路       |          | 里耶卡－的里雅斯特                    |
| 吕菲尔克隧道                     | 挪威，斯塔萬格－斯特蘭，13号国道     | 14,300（8.89英里）     | 公路       | 2018     | 海底隧道                              |
| 卡佩拉三号隧道                   | ，大卡佩拉山                         | 14,000（8.70英里）     | 铁路       |          | 奥古林－里耶卡                        |
| 阿瓜内格拉隧道                   | 智利－ 阿根廷，安第斯山              | 14,000（8.70英里）     | 公路       |          |                                       |
| 逊科西马林引水隧道               | 尼泊尔，辛杜利县                     | 13,300（8.26英里）     | 灌溉       | 2024     | 直径6.4米                             |
| 黄土梁隧道                       | 中国，四川平武－九寨沟，平绵高速公路 | 13,010（8.08英里）     | 公路       |          | [ 226 ]                               |
| 小高山隧道                       | 中国，四川盐源，都香高速公路         | 12,985（8.07英里）     | 公路       |          | [ 227 ]                               |
| 滇中引水工程龙树隧洞             | 中国，云南建水                       | 12,925（8.03英里）     | 输水       | 2026     | [ 220 ]                               |

## 备注
1. ↑  其中水下部分长度为66公里。
2. ↑  另一个规划方案是芬兰波卡拉半岛至爱沙尼亚哈尔尤县維姆西，全长120公里，其中水下部分长度为50公里。